# Goodenia heppleana
Goodenia heppleana är en tvåhjärtbladig växtart som först beskrevs av William Vincent Fitzgerald, och fick sitt nu gällande namn av R. Carolin. Goodenia heppleana ingår i släktet Goodenia och familjen Goodeniaceae. Inga underarter finns listade i Catalogue of Life.